# Serpentinstjärtstyrann
Serpentinstjärtstyrann (Gubernetes yetapa) är en fågel i familjen tyranner inom ordningen tättingar.

## Utseende och läte
Serpentinstjärtstyrannen har ett spektakulärt utseende med en lång och djupt kluven stjärt. Fjäderdräkten är övervägande gråaktig, med vitt på strupen och ett svart halsband som hänger ihop med ett svart ögonstreck. Vingarna är svarta med en kanelbrun fläck. Honan har något kortare stjärt än hanen. Lätet är ett vasst men melodiskt "djewp". 

## Utbredning och systematik
Fågeln förekommer i östra Bolivia till Paraguay, södra, centrala och sydöstra Brasilien och nordöstra Argentina. Den placeras som enda art i släktet Gubernetes och behandlas som monotypisk, det vill säga att den inte delas in i några underarter.

## Levnadssätt
Serpentinstjärtstyrannen hittas kring palmlundar, våtmarker och gräsmarker nära vatten. Under dess lustigt ljudliga spel höjer den och sänker huvudet, reser stjärten och håller vingarna öppna.

## Status
Arten har ett stort utbredningsområde och beståndet anses stabilt. Internationella naturvårdsunionen IUCN listar den därför som livskraftig (LC).

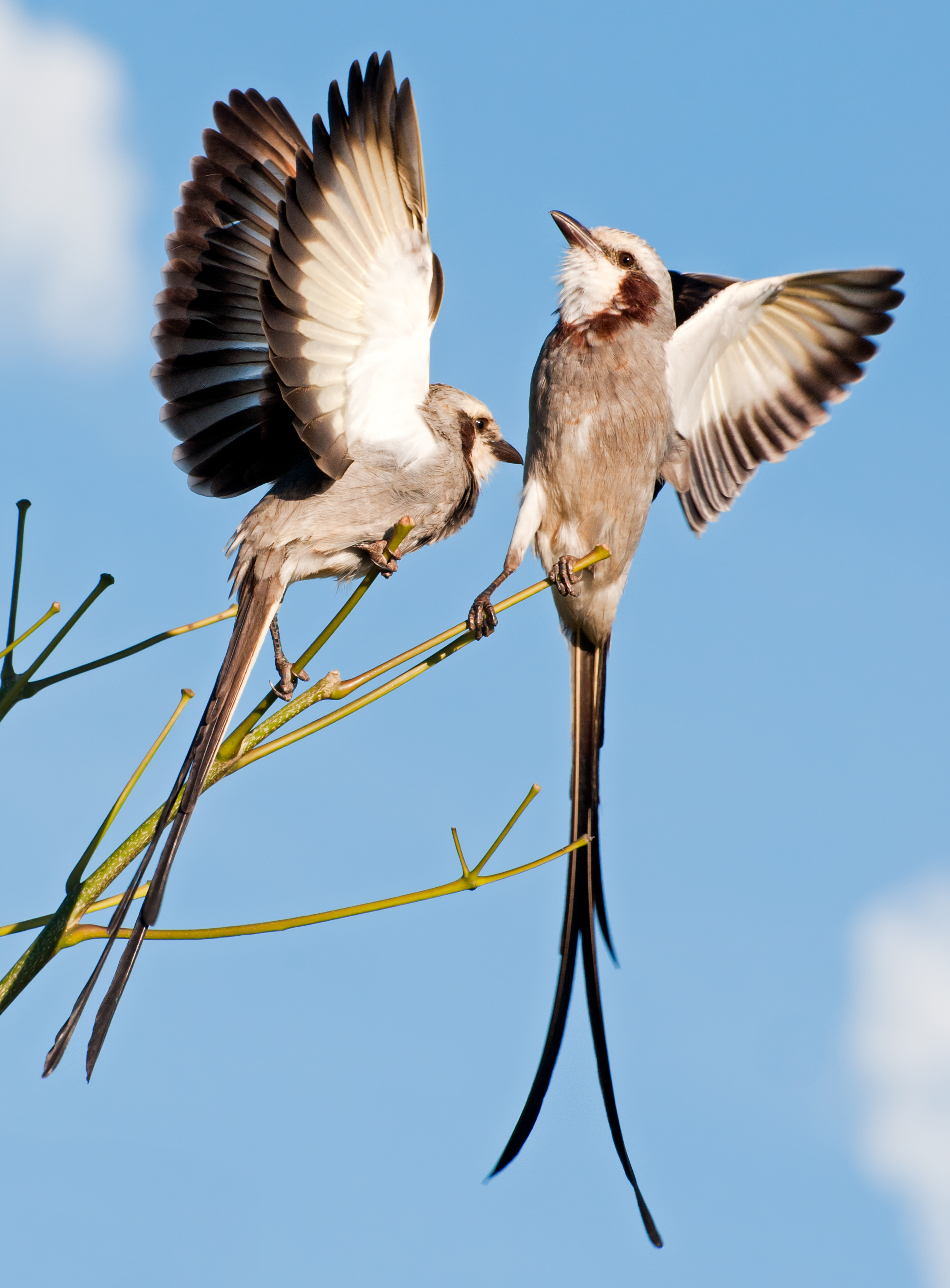